# Richard Cushing
 (mars 2021).
Si vous disposez d'ouvrages ou d'articles de référence ou si vous connaissez des sites web de qualité traitant du thème abordé ici, merci de compléter l'article en donnant les références utiles à sa vérifiabilité et en les liant à la section « Notes et références ».
Richard Cushing (24 août 1895 - 2 novembre 1970) est un prélat américain de l'Église catholique, archevêque de Boston (deuxième plus grand diocèse aux États-Unis) de 1944 au 8 septembre 1970, date à laquelle il s'est retiré pour des raisons de santé.

## Biographie
Richard James Cushing fait ses études au Collège de Boston et les poursuit au Séminaire Saint-Joseph et au Séminaire Saint-Jean (en 1915) avant d'être ordonné prêtre le 26 mai 1921. Envoyé à Boston par la Congrégation pour la propagation de la foi, il y passe six ans avant d'être nommé à sa tête. Nommé évêque auxiliaire de Boston et évêque titulaire de Mela (de) en 1939, il est consacré le 29 juin de la même année par cardinal O'Connell avec comme co-consécrateurs John Bertram Peterson (en) et Thomas Addis Emmet (en). Il devient, à la mort du cardinal O'Connell en 1944, administrateur du diocèse de Boston, puis son archevêque quelques mois plus tard. Richard Cushing insiste pour que le gouvernement américain fasse commerce avec l'Espagne franquiste. Il prend également part à l'excommunication du père Leonard Feeney pour son interprétation stricte de la doctrine catholique Extra Ecclesiam nulla salus (« En dehors de l'Église, point de salut »). Des médias ont dénoncé certaines actions de Richard Cushing comme politiques (par exemple, le Boston Globe[source insuffisante]).
Richard Cushing instaure dans son archidiocèse diverses mesures de modernisation, autorise l'érection de plusieurs bâtiments administratifs, des hôpitaux, des écoles et des orphelinats. Ses campagnes de levées de fonds obtiennent de francs succès, recevant près de 300 millions pour son Église durant son mandat ecclésiastique. 
Il est fait cardinal par le pape Jean XXIII en 1958. Il prend part au conclave de 1963 qui élit le pape Paul VI.
Le 8 septembre 1970, le cardinal Cushing annonce sa retraite pour raison de santé, après plus de vingt-cinq ans de service. Il meurt quelques mois plus tard d'un cancer à l'âge de 75 ans. Son attitude joviale et parfois simple a fait de lui une personne bien-aimée des hommes de tous âges, milieux et croyances[réf. nécessaire].

## Liens avec les Kennedy
Richard Cushing est également connu pour ses liens d'amitié avec la famille Kennedy. Il célèbre la cérémonie de mariage de John Fitzgerald Kennedy et de Jacqueline Lee Bouvier en 1953, en l'église Sainte-Marie de Newport, au cours de laquelle il lit une prière spéciale du pape Pie XII. Il baptise les deux enfants des Kennedy. Richard Cushing s'applique à faire accepter pendant la campagne présidentielle la religion catholique du candidat Kennedy au peuple américain[réf. nécessaire] majoritairement protestant et hostile à l'Église catholique.
En 1961, le cardinal Cushing donne la bénédiction à l'investiture de John Fitzgerald Kennedy comme président des États-Unis, et deux ans plus tard, célèbre son requiem à la cathédrale Saint-Matthieu de Washington, D.C.. La veille de la messe funèbre, il prononce un panégyrique télévisé pour le président assassiné. 
Plus tard, lorsque Jacqueline Kennedy, devenue veuve, épouse en 1968 dans le rite orthodoxe l'armateur grec milliardaire et divorcé de confession orthodoxe, Aristote Onassis, le cardinal Cushing prend sa défense.

## Succession apostolique
Richard Cushing a ordonné les évêques suivants :
- Évêque Edward Francis Ryan (en) (1945)
- Évêque Louis Francis Kelleher (en) (1945)
- Cardinal John Joseph Wright (1947)
- Archevêque John J. McEleney (en), S.I. (1950)
- Évêque Eric Francis MacKenzie (en) (1950)
- Évêque Thomas Francis Markham (en) (1950)
- Évêque Laurent Sahag Koguian, C.M.Vd. (1951)
- Évêque Thomas John Feeney (en), S.I. (1951)
- Évêque Jeremiah Francis Minihan (en) (1954)
- Archevêque George Hamilton Pearce (en), S.M. (1956)
- Archevêque Harold William Henry (en), S.S.C.M.E. (1957)
- Évêque Bernardino N. Mazzarella, O.F.M. (1957)
- Évêque Jaime Antônio Schuck, O.F.M. (1959)
- Évêque Thomas Joseph Riley (en) (1959)
- Évêque Vincent J. McCauley (en), C.S.C. (1961)
- Évêque William John McNaughton, M.M. (1961)
- Archevêque Samuel Emmanuel Carter (de), S.I. (1966)
- Évêque James Edward Charles Burke (en), O.P. (1967)
- Archevêque Daniel Anthony Cronin (en) (1968)